# Desa Margamulya (administrativ by i Indonesien, Jawa Barat, lat -6,37, long 107,25)
Desa Margamulya är en administrativ by i Indonesien.   Den ligger i provinsen Jawa Barat, i den västra delen av landet, 50 km öster om huvudstaden Jakarta.